# Ulianópolis
Ulianópolis is een gemeente in de Braziliaanse deelstaat Pará. De gemeente telt 36.020 inwoners (schatting 2009).